# Pusztacsó
Pusztacsó est un village et une commune du comitat de Vas en Hongrie.